# 陣笠議員
陣笠議員（じんがさぎいん、英:backbencher）、陣笠連とは、大物政治家の言いなりになり、議院採決をするにあたっての「挙手要員」と成り下がっている議員のこと。戦国時代、兜の代わりに陣笠を被せられた雑兵に由来する。

## 概要
議院内閣制を採用する議会では党議拘束が強いため、政党内で議論を集約する幹部議員に対して賛同を示すためだけに存在する多数派議員の存在は不可避となり、新人議員や主流派から排除された議員がこれらの立ち位置に回ることとなる。この傾向は日本だけに特有のものではなく、英国議会やドイツ議会など議院内閣制を採用する国に共通して見られる傾向である。陣笠議員は大物政治家の挙手要員となることによって派閥の影響力を増大させ、政界や自党への影響力を増大させる。もっとも議員個々が政策に無関心であったり議員活動に無関心であるかは本人の資質次第であり、各種委員会で熱心に討議に参加する議員もいれば、代表質問に立つこともなく自身の本業の片手間程度に議会に参加しているだけの議員も存在する。英語のbackbencherは議会の花形としてではなく裏方として活動することを好む実力者（「陰の総理」）を指すこともあるが、「陣笠」はそのような実力者に対して使われることはない。
基本的に当選回数を重ねながら「陣笠」と揶揄されがちな議員は、スケールが大きい国政案件に対して発案することや自分自身から行動を働きかけることはあまりなく、地元選挙区の陳情や業界団体の要求などスケールは小さいが自分の利害に直接関係のある案件（選挙区内の道路や橋を作るレベル）だけを大物政治家を通して実現し、その後の選挙で当選し続けることを目標としていると見なされる。
与党の主流派派閥に所属していたり、利権との結びつきが強い国会委員会・政策部会調査会を強く希望している場合は、世間からより一層その傾向が強いと見られることがある。当選を重ねていき大臣適齢期になる与党国会議員の場合、国務大臣を待望する大臣病に陥る。晴れて大臣になったとしても軽量ポストの伴食大臣としてであり、短期間で退き2度目の入閣はないのが普通である。
民主主義を標榜する政党においては原則として言論の自由が認められており、あまりにも問題のある発言や国会採決で党議拘束に造反する場合などを除けば政党から処分（除名など）を受けることはないが、陣笠議員は自分が心酔する大物政治家に反対する言葉を外部で公言することはしない。できる限りフリーな立場でいるために自発的に無派閥となったり所属派閥を移り変わりすることも殆どせず、大物政治家の意向に従って行動するなどによって忠誠心を見せる。中には「大物政治家が白を黒と言えば、自分も黒」等の言葉を大勢の人間の目の前で言うほどの忠誠心を見せるケースもある。
締め付けが強い派閥ではオープンな議論もなく派閥幹部クラスで決定したことを多くの陣笠議員に対して反論機会や政策内容吟味を与えず絶対服従を強いるケースもある。その場合、方針説明の経緯などの説明をするにおいては外部の説明についてはコメントを控えるか、意味も理解できないまま派閥幹部クラスのコメントをオウムのように繰り返すしかなくなる。
最初は陣笠議員であっても政治活動を通じて政界影響力を蓄えた上で自身が所属派閥の中心人物になって自らの意向でスケールが大きい国政案件を動かせるような大物政治家の立場になると、陣笠議員とは呼ばれなくなる。